# De Dode Hond
De Dode Hond is een kunstmatig eiland in het Nederlandse Eemmeer. Bestuurlijk gezien valt het onder de gemeente Blaricum (provincie Noord-Holland).
Het ligt ten oosten van de Stichtse Brug (de Rijksweg 27 tussen Blaricum en Almere) en is het meest oostelijk gelegen stukje land in de provincie Noord-Holland.
Het eiland is opgespoten tijdens de aanleg van de polderdijk van Zuidelijk Flevoland (omstreeks 1964).

Overzichtskaart van De Dode Hond tussen het Gooi- en Eemmeer

Het natuurgebied is grotendeels onbegaanbaar. Er kan aangelegd worden met een boot, ook mag er beperkt overnacht worden. Het eiland maakt deel uit van het Natura 2000-gebied Eemmeer & Gooimeer Zuidoever. Vele vogelsoorten en andere dieren kunnen hier ongestoord leven.

## Naam
Op het eiland staan borden waarop onder andere het verhaal van de herkomst van de naam 'Dode Hond' wordt vermeld. Het verhaal gaat dat arbeiders, die bezig waren met de drooglegging van de IJsselmeerpolders een hond hadden. Deze ging plotseling dood en, om kosten te besparen zou het karkas niet naar het destructiebedrijf zijn gestuurd maar zijn begraven op het eiland. Als men, sinds die tijd, iets op het eiland moest doen, werd gezegd “Ik ga even naar De Dode Hond”.
In het nabijgelegen dorp Spakenburg staat het eiland bekend onder de naam Vogeleiland of in het dialect van Spakenburg Voegeleilangd. Dit heeft zijn oorsprong in het doel van het eiland als depot voor grond die vrijkwam bij de aanleg van de dijk van Flevoland. In die tijd vlogen veel vogels rond het eiland om in de pas gestorte grond naar voedsel te zoeken.